# 仁义镇 (耒阳市)
仁义鎮，是中华人民共和国湖南省衡陽市耒阳市下辖的一个乡镇级行政单位。

## 行政区划
仁义鎮下辖以下地区：
仁义村、十里村、纸槽村、邝鄘村、安和村、湾头村、渡江村、茶丰村、衡头村、沿河村、先锋村、罗渡村、党田村、桃源村、杉山村、王家村和阳乌村。